# Kaufhaus Bluhm
Kaufhaus Bluhm was een warenhuis in het stadsdeel Nippes in Keulen. 

## Geschiedenis
In 1904 opende de joodse broers Julius en Eduard Bluhm het warenhuis "Gebrüder Bluhm" aan de Neusser Strasse 242-246 in het Keulse stadsdeel Nippes.  Boven op het het dak van het pand bevond zich een markante wereldbol op de hoek met de Wilhelmstrasse. Op 10 oktober 1927 werd het warenhuis overgenomen door het warenhuisbedrijf Leonhard Tietz AG. Tijdens de Tweede Wereldoorlog werden de derde en vierde verwoest in 1941. In de herfst van 1945 werd de verkoop provisorisch hervat onder de naam Kaufhof AG. Op 23 september 1954 werd een nieuwbouwpand op deze locatie geopend van twee verdiepingen. In 1962 werd het pand verbouwd en werd een verdieping toegevoegd, waardoor de verkoopvloeroppervlakte 5.500 m² bedroef. De verbouwing duurde 7 maanden